# 马恩岛旗帜
马恩岛旗帜是英国構成國曼岛的地区旗帜，底为红色，中间是曼岛的区徽三曲腿图，三条腿连接，组成顺时针旋转图样，左上角为英国国旗图样。在非正式场合使用的旗帜，没有英国国旗图样。